# Албрехт II фон Хоенрехберг
Албрехт II фон Хоенрехберг (на немски: Albrecht von Hohenrechberg; * 1389/1390; † 9 септември 1445, Айхщет) от благородническия швабски род Рехберг, които са господари на замък Хоенрехберг (при Швебиш Гмюнд), е 49-ият княжески епископ на Айхщет (1429 – 1445).

## Биография
Той е син на Хайнрих фон Рехберг, господар на Хоенрехберг († 1437), и съпругата му Агнес фон Хелфенщайн († сл. 1416), дъщеря на граф Улрих XIII фон Хелфенщайн († 1375) и Анна фон Йотинген († 1410/1411).
Албрехт II е през 1419 г. домхер в Айхщет, от 1422 г. пропст в Хериден, домхер в Констанц. През 1429 г. е избран за епископ на Айхщет след смъртта на Йохан II фон Хайдек († 3 юни 1429). В началото на службата му той помага на курфюрст Фридрих I фон Бранденбург, който със собственостите си Бранденбург-Кулмбах и Бранденбург-Ансбах граничи на манастира, с 40 конници против хуситите. На Райхстага, на който присъства през пролетта на 1431 г. в Нюрнберг, се решава да се проведе през лятото поход против „неверниците“ хусити и се определя контингента на Айхщет. През следващите години епископът е ангажиран с борбата против хуситите. Това го кара да купи замъци (например замък Долнщайн). Той построява и защитни системи, като Вилибалдсбург, замък Мьорнсхайм и дворец Хиршберг в Бавария.
През 1439 г. Албрехт II получава нареждане от крал Албрехт II да съдейства в конфликта между баварските херцози Лудвиг VII и Лудвиг VIII. Същата година той се стреми безуспешно за освобождението на епископа на Вюрцбург Йохан II фон Брун, който заради задълженията си при конфликт е затворен от фамилията фон Хиршхорн в замък Райхенек при Херсбрук.
Албрехт II продава още през 1430 г. град и собственостите около Швайнфурт на Немския орден, продава и собствености в Грабфелдгау. Той освещава манастир Гнаденберг.
Умира на 9 септември 1445 г. в Айхщет и е погребан в катедралата на Айхщет. В негова чест княжеския епископ Мориц фон Хутен му построява през 1552 г. гробен паметник. След него епископ на Айхщет става Йохан III фон Айх.